# G8388/8389次列车
G8388/8389次列车，又称长三角超级环线高铁列车，是中国铁路所运营的环状高速动车组列车，于2024年6月15日起开行，全程运行超过1200公里。列车自上海站始发，途经上海市、江苏省、安徽省、浙江省三省一市，最终到达上海南站。列车客运乘务现由上海局集团南京客运段高一车队担当。

## 历史
早于2021年1月，配合合安高铁开通运营，合肥南站开行长三角地区首趟环线列车，经合福高铁、宁安高铁、合安高铁运行，每天共开行6个车次。
2024年6月15日，配合全国铁路列车运行图调整，新增经长三角三省一市的G8388/8389次环状列车。该列车开行首10天内的座席车票均已售罄，其中开行首日上海站已售出600多张车票。为配合列车首次开行，担当乘务的上局南京客运段高一车队向旅客赠送高铁形状的明信片，以及上海、南京、合肥、杭州4座城市的印章。
媒体报道指出，该列车的开行可满足环线覆盖城市间的群众日常通勤、商旅出行的需求，亦可推动长三角城市群的经济发展，同时满足了沿线城市旅客按需“分段乘坐”的需求。

## 列车
本对列车使用配属上海局集团南京动车运用所的CRH2C。